# Alejandra Ruddoff

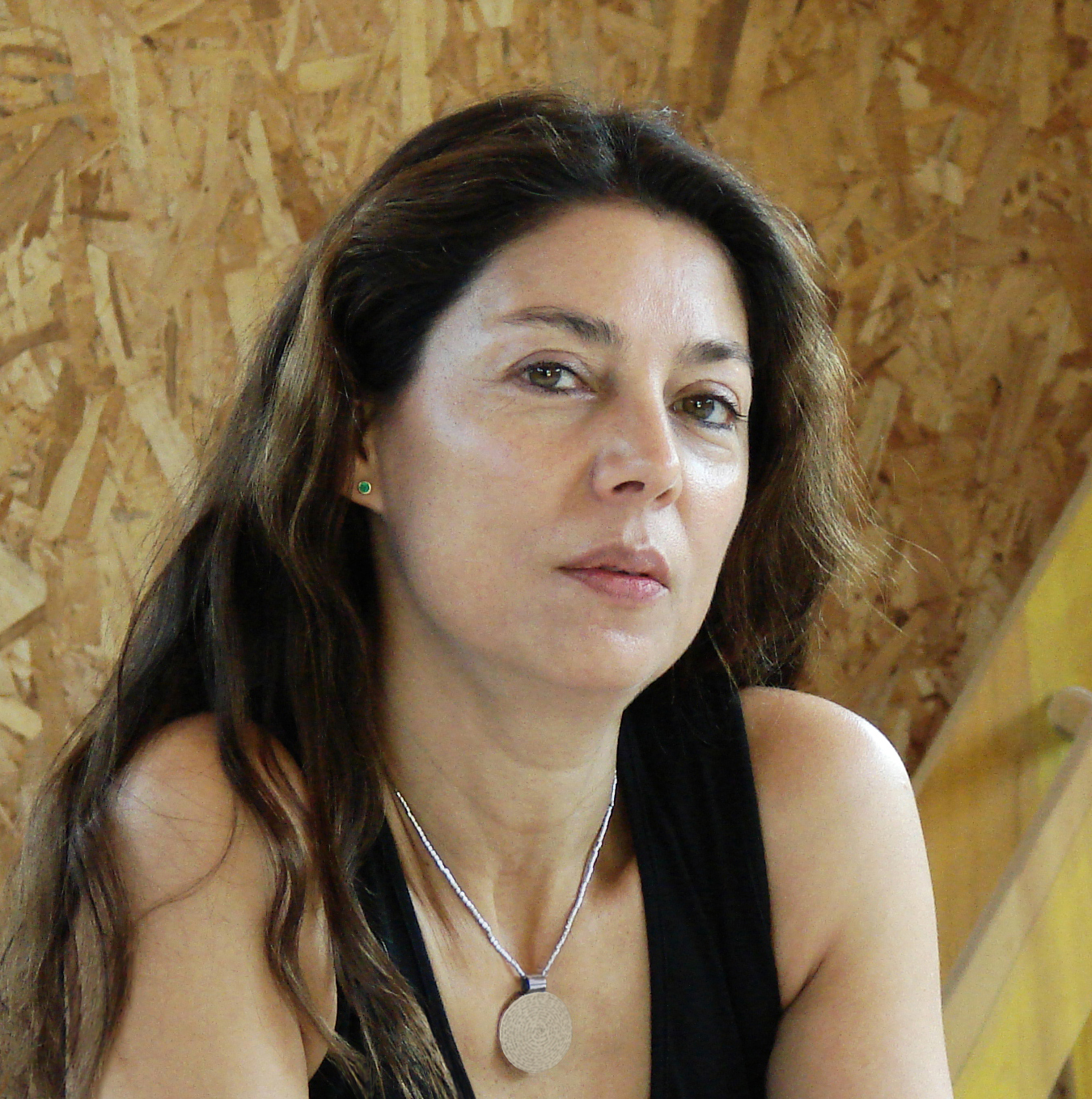
Alejandra Ruddoff

Alejandra Ruddoff (sinh năm 1960 tại Santiago de Chile) là nghệ nhân điêu khắc người Chile.

## Tiểu sử
Ruddoff học ngành điêu khắc tại trường Đại học Chile và tốt nghiệp năm 1985. Năm 1993, bà nhận được học bổng từ DAAD (Dịch vụ trao đổi học thuật Đức). Bà nhận bằng tốt nghiệp sau đại học của Học viện Mỹ thuật Munich. Bà được trao giải nhất giải thưởng của Bộ Công chính Chile năm 2000. Triển lãm đặc biệt trưng bày các tác phẩm ba chiều của bà được tổ chức tại Bảo tàng Mỹ thuật Quốc gia Santiago de Chile và tại Đền Tai Miao ở Tử Cấm Thành, Bắc Kinh năm 2003. Năm 2000, Ruddoff giảng dạy tại các học viện nghệ thuật.
Bà phát triển các dự án công cộng. Một trong số đó là công trình Hòa bình, Hữu nghị và Trường tồn (2001) được xây dựng trong Hội nghị chuyên đề của các nhà điêu khắc quốc tế lần thứ năm tổ chức tại Trường Xuân. Các tác phẩm của công trình được dựng lên trong công viên tại địa phương. Tác phẩm điêu khắc khác mang tên Forward (1997) đã được công bố tại Potsdam năm 2002. Trong khi làm việc tại Trung tâm Thiết kế Potsdam năm 2006, bà làm việc với nhiều biến thể của các vật thể. Năm 2010, DAAD ủy thác cho bà công việc điêu khắc Forward II. Hiện tác phẩm đang được trưng bày trước trụ sở DAAD tại Bonn. Từ năm 2009, bà là nghệ sĩ tự do tại Berlin.

## Tác phẩm
Alejandra Ruddoff quan tâm đến mối liên kết giữa thời gian, không gian, vật chất và quy luật chuyển động. Các tác phẩm của bà lấy cảm hứng từ các nguồn năng lượng của thiên nhiên và động lực từ một thế giới cơ học. Các tác phẩm mang đặc trưng bởi biểu hiện hình ảnh thẩm mỹ mang tính trừu tượng, gợi cảm kết hợp các hình thức tự nhiên và cơ học.

## Bộ sưu tập

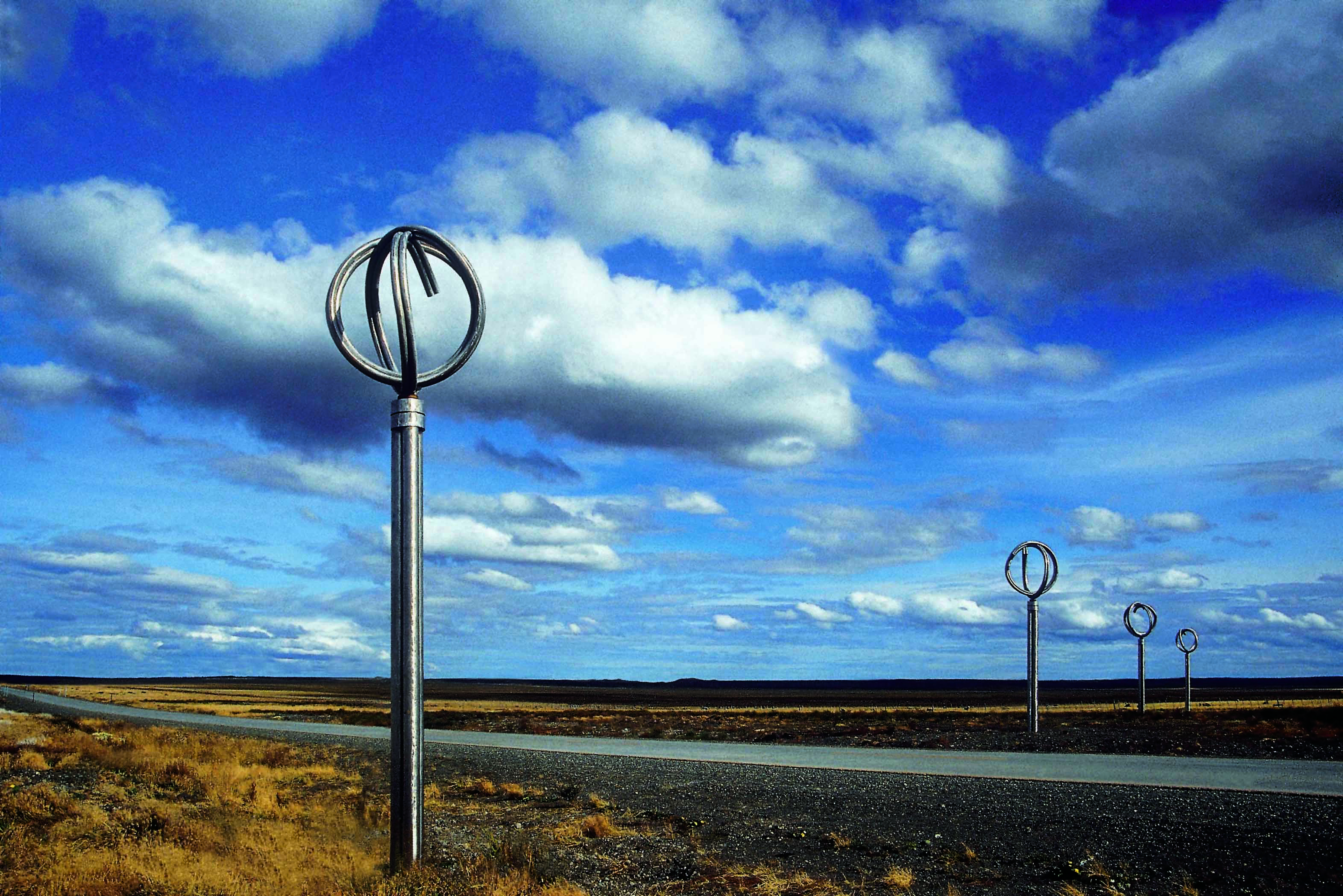
2000 Homenage to the Wind, 9 x 2,5 x 118 m, Stainless Steel, Panamericana Sur km 82.280 Chile
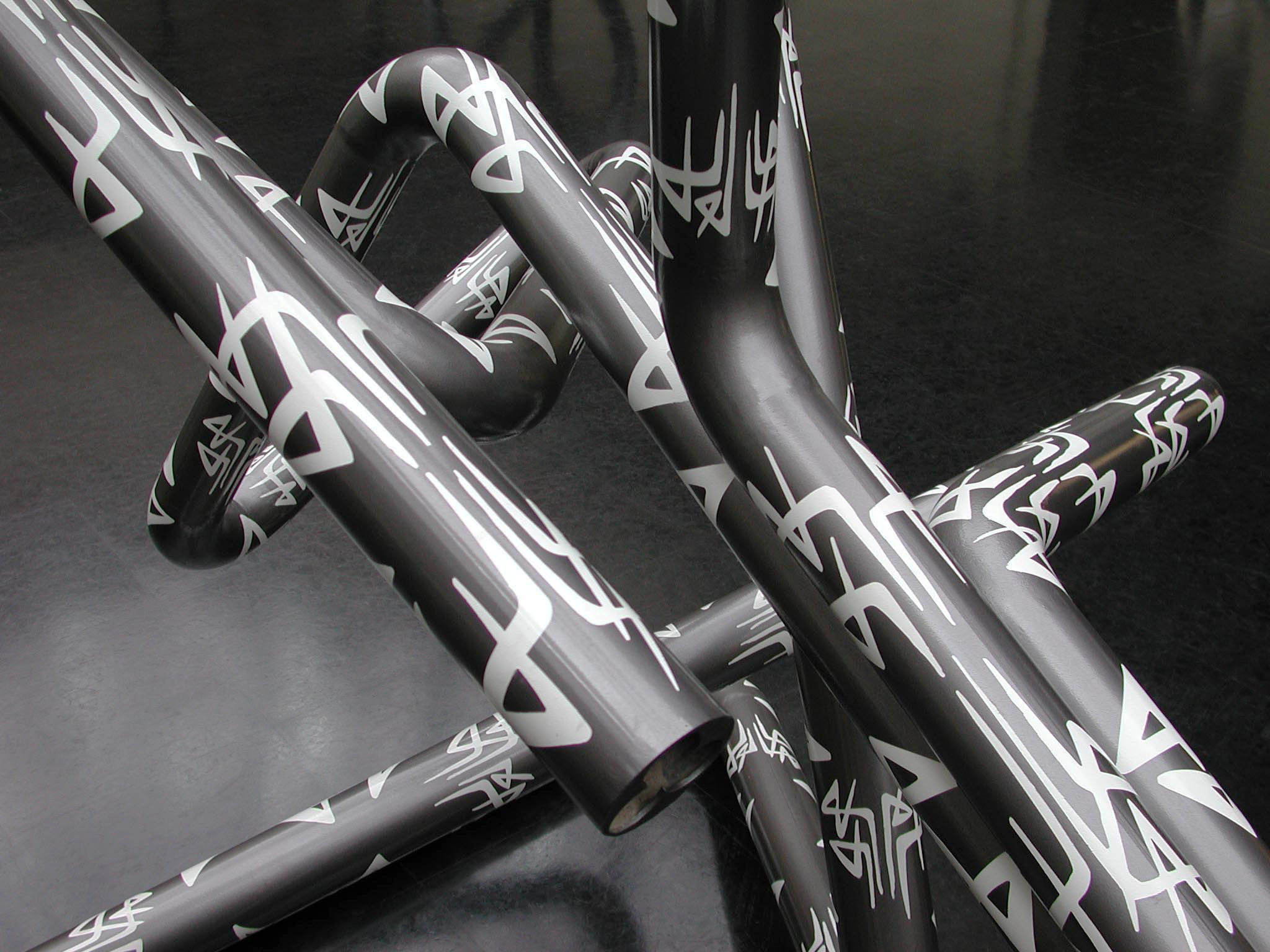
2001 Constellation in grey, 190 x 410 x 190 cm, Painted iron
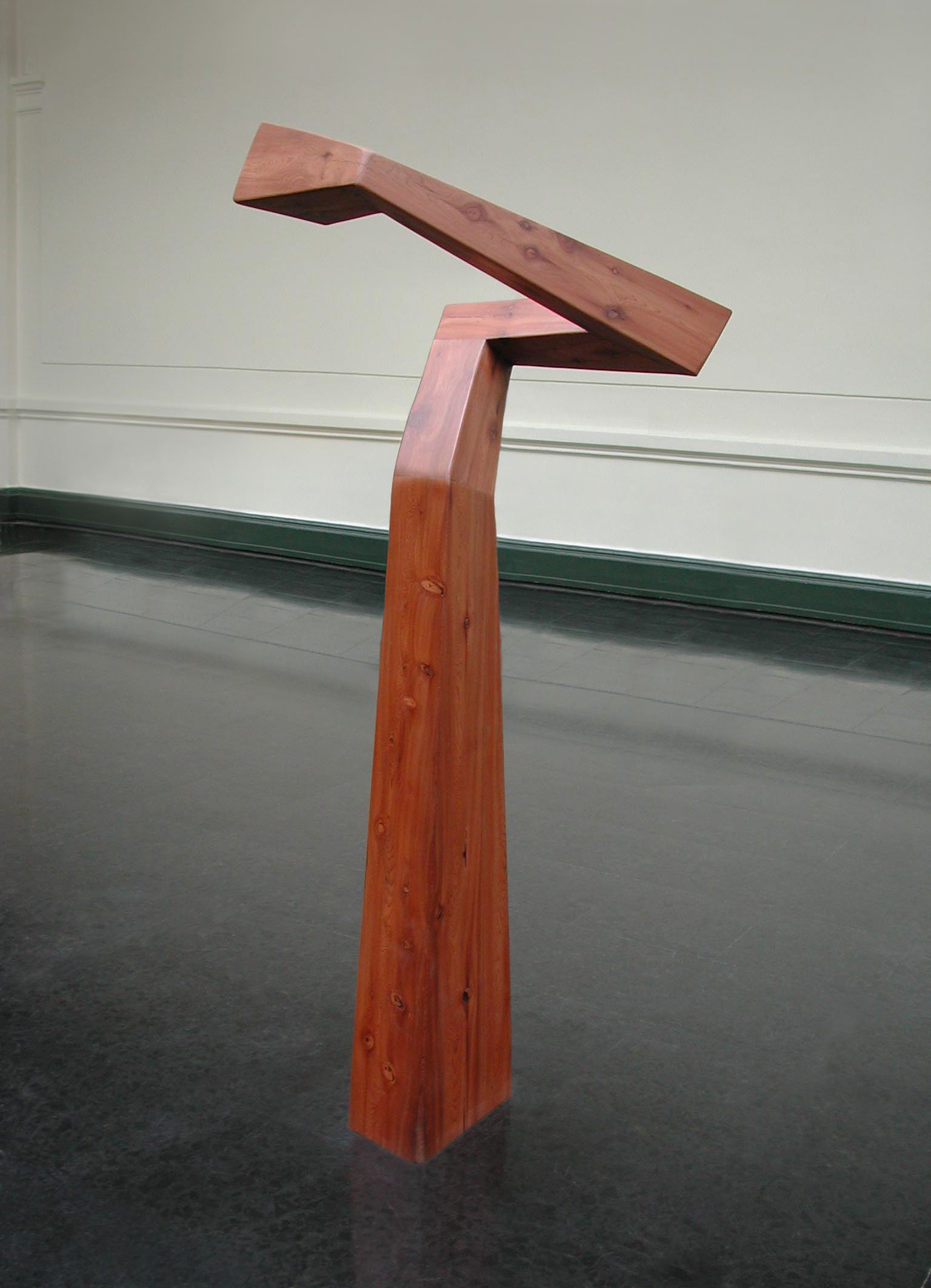
2001 Plica II, 184 x 71 x 67 cm, Alerce, Collection Museo Nacional de Bellas Artes
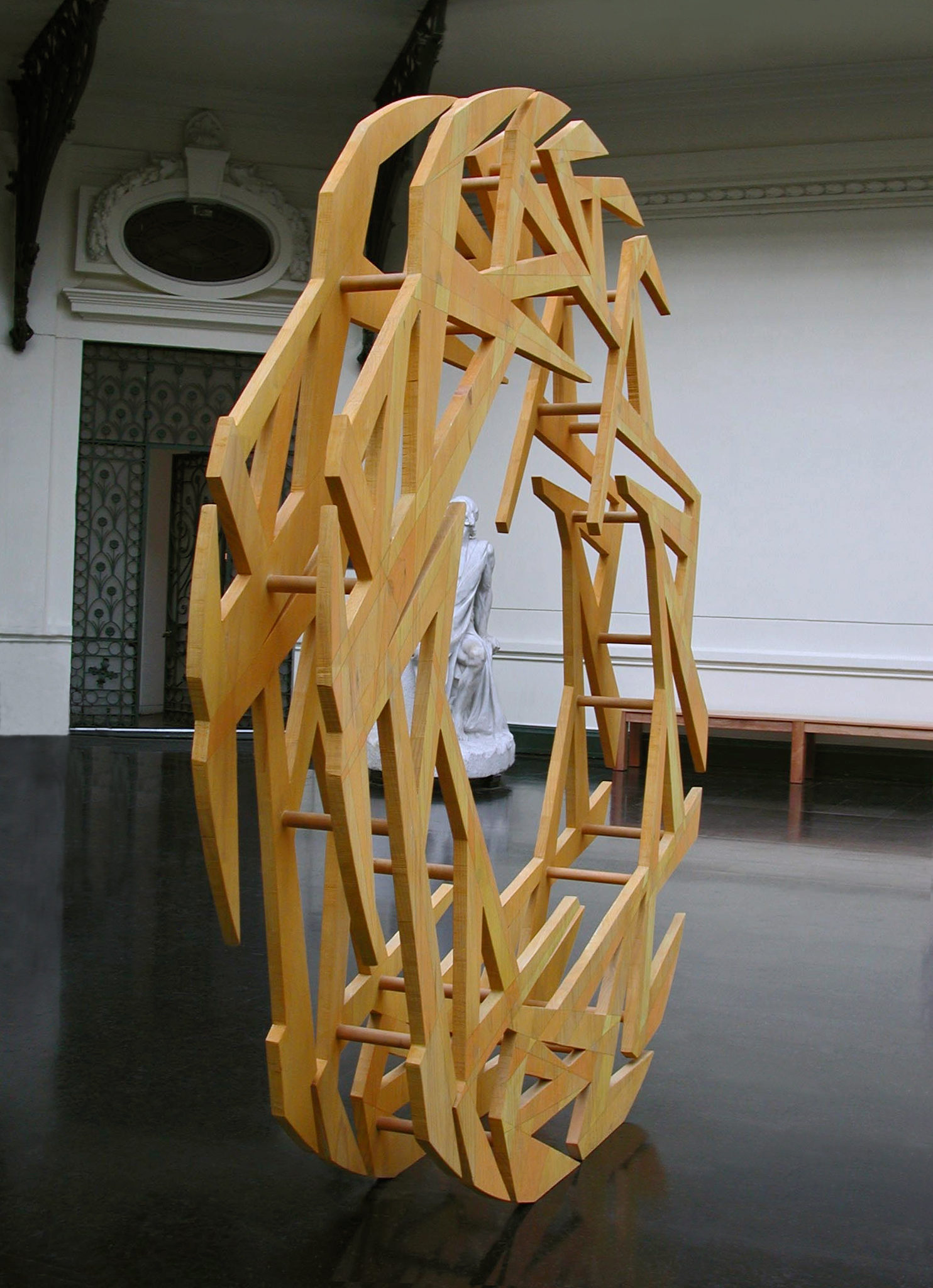
2003 Original record, 246 x 230 x 30 cm, Finger-jointed pine
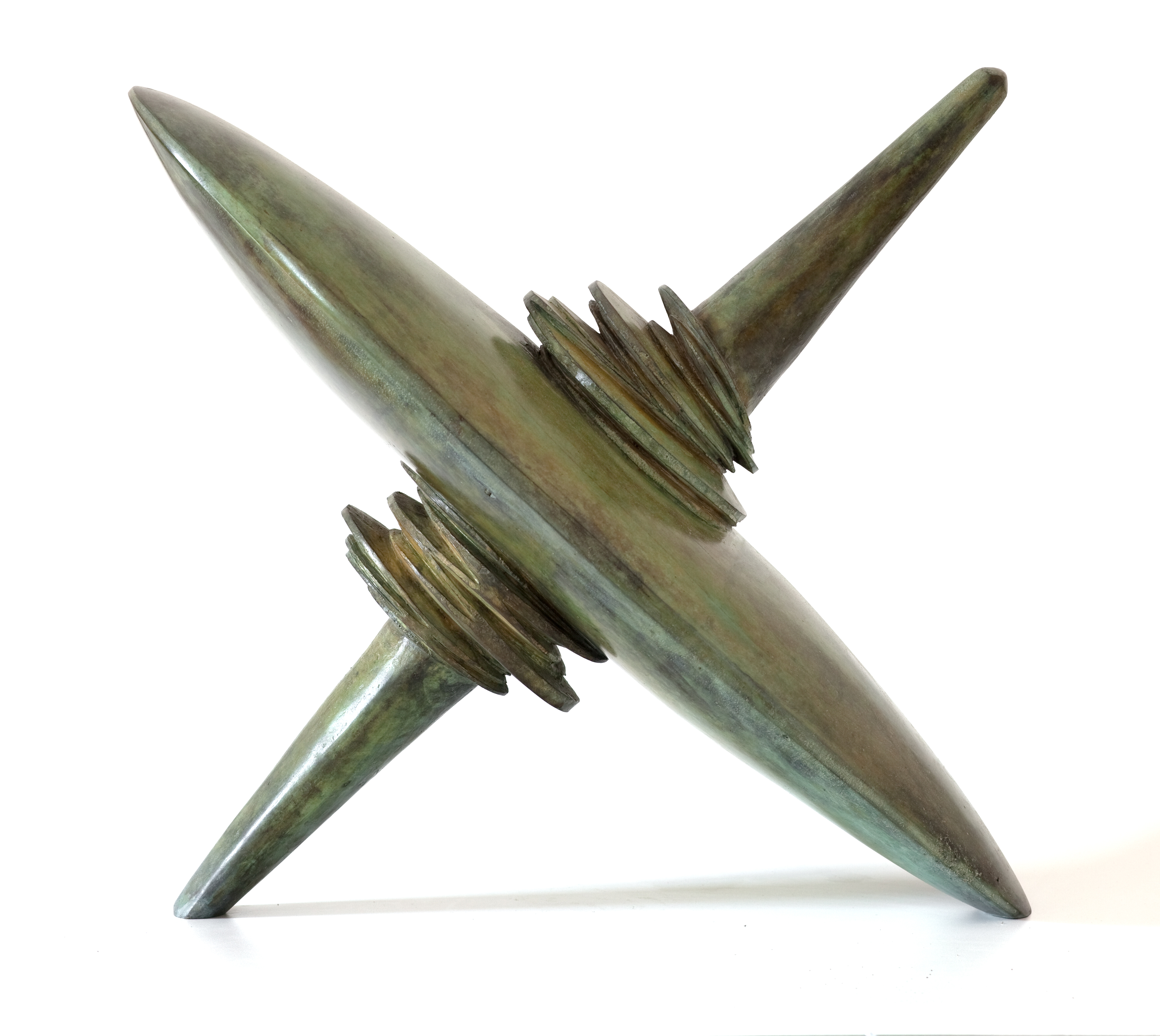
2006 Balance, 55 x 53 x 37 cm, Bronze
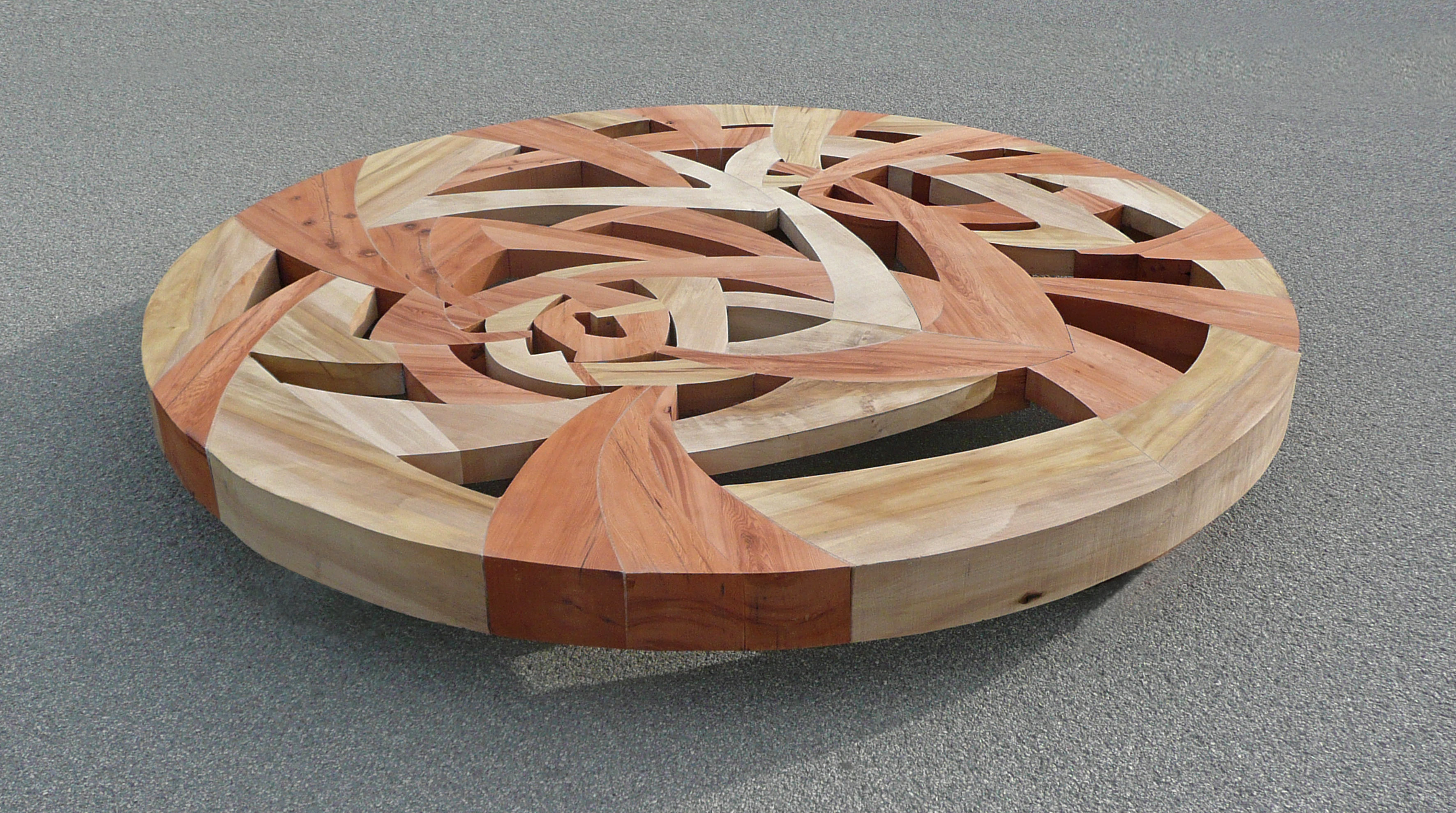
2009 Transcription of an emptiness, 210 x 210 x 13 cm, Alerce und laurel, Collection Sparkasse Wuppertal
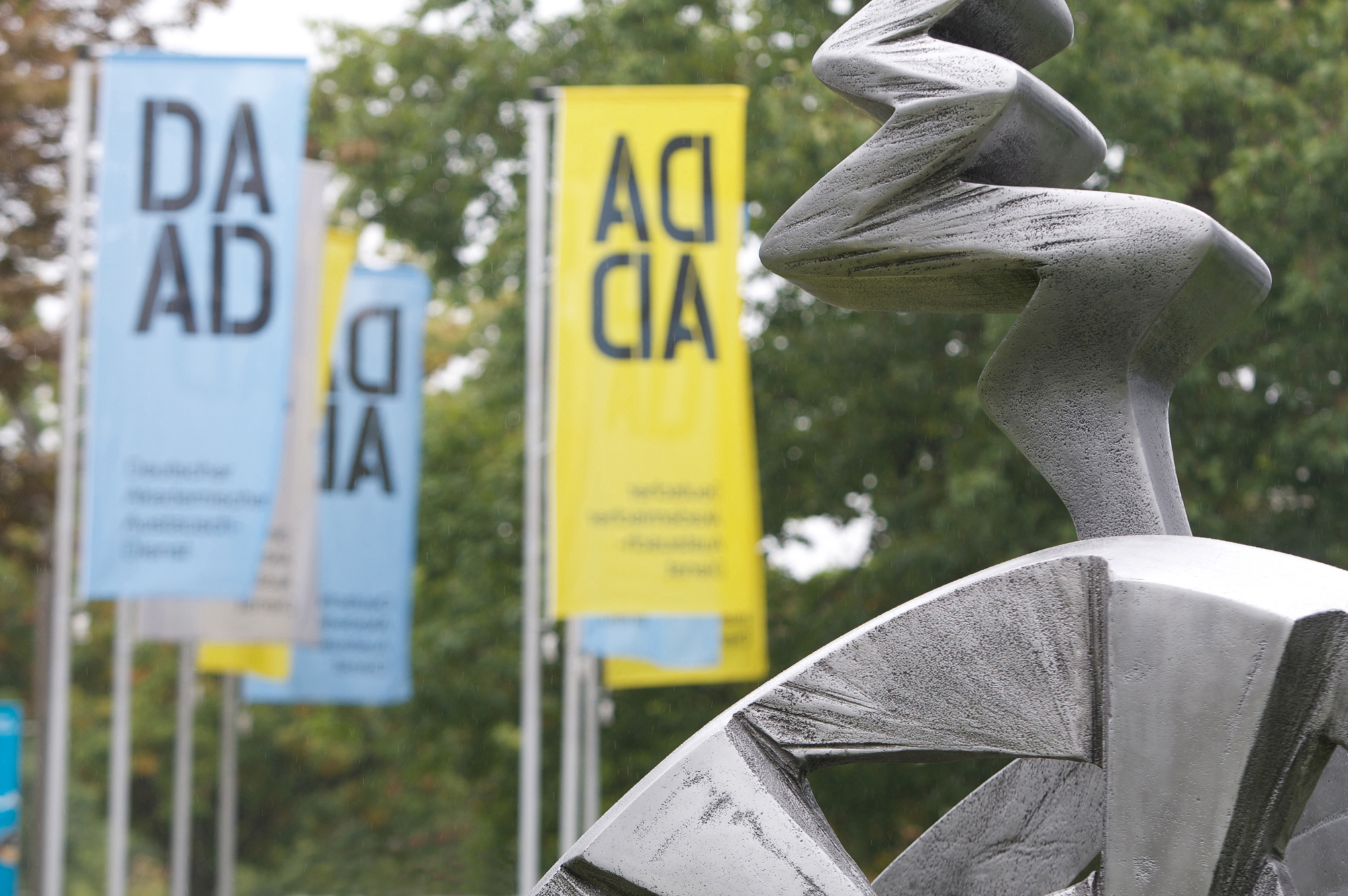
2010 Ahead II, 360 x 240 x 240 cm, Aluminium, DAAD-Main building in Bonn
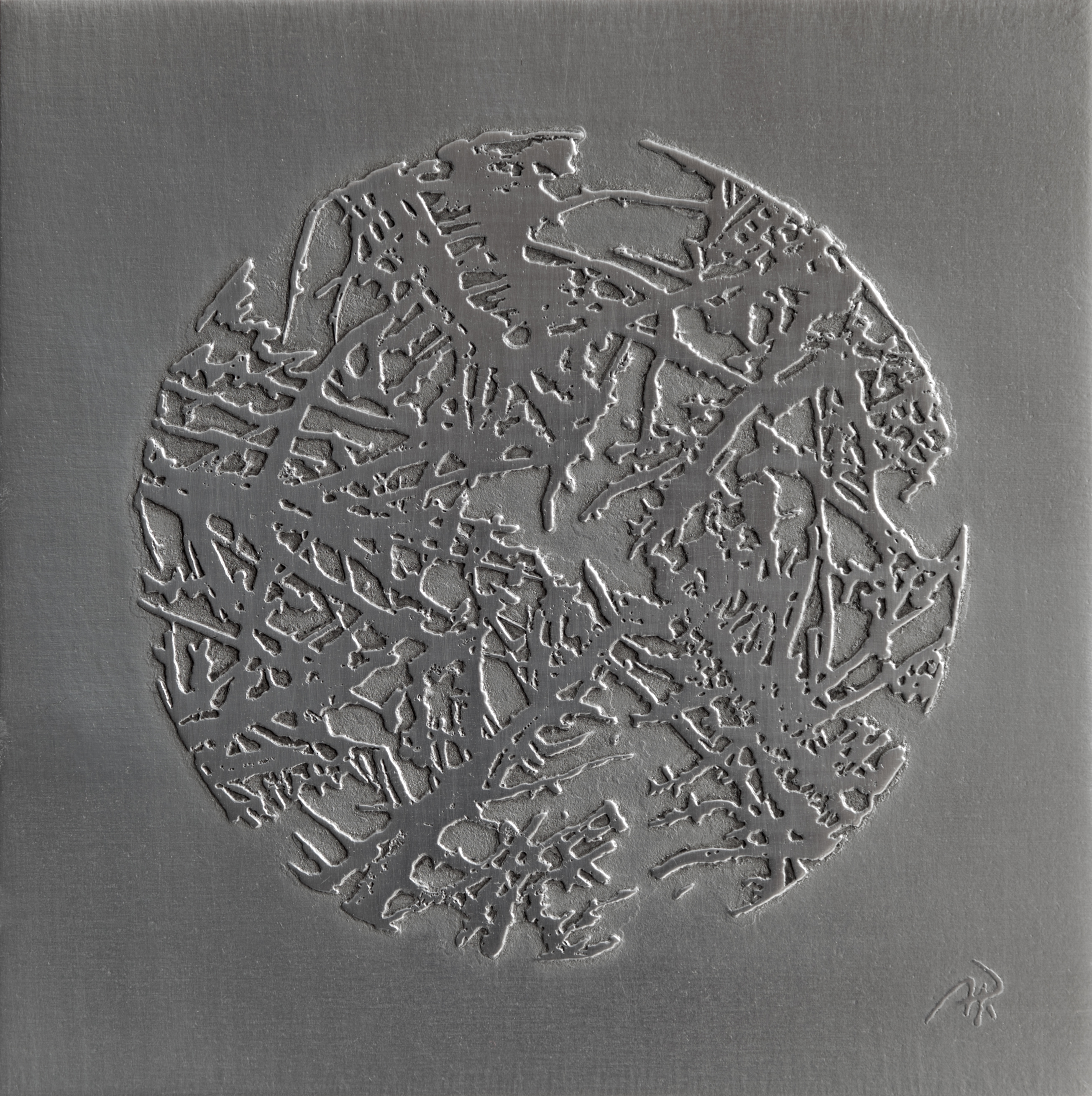
2011 Connection IV, 19 x 19 cm, Etching Zinc
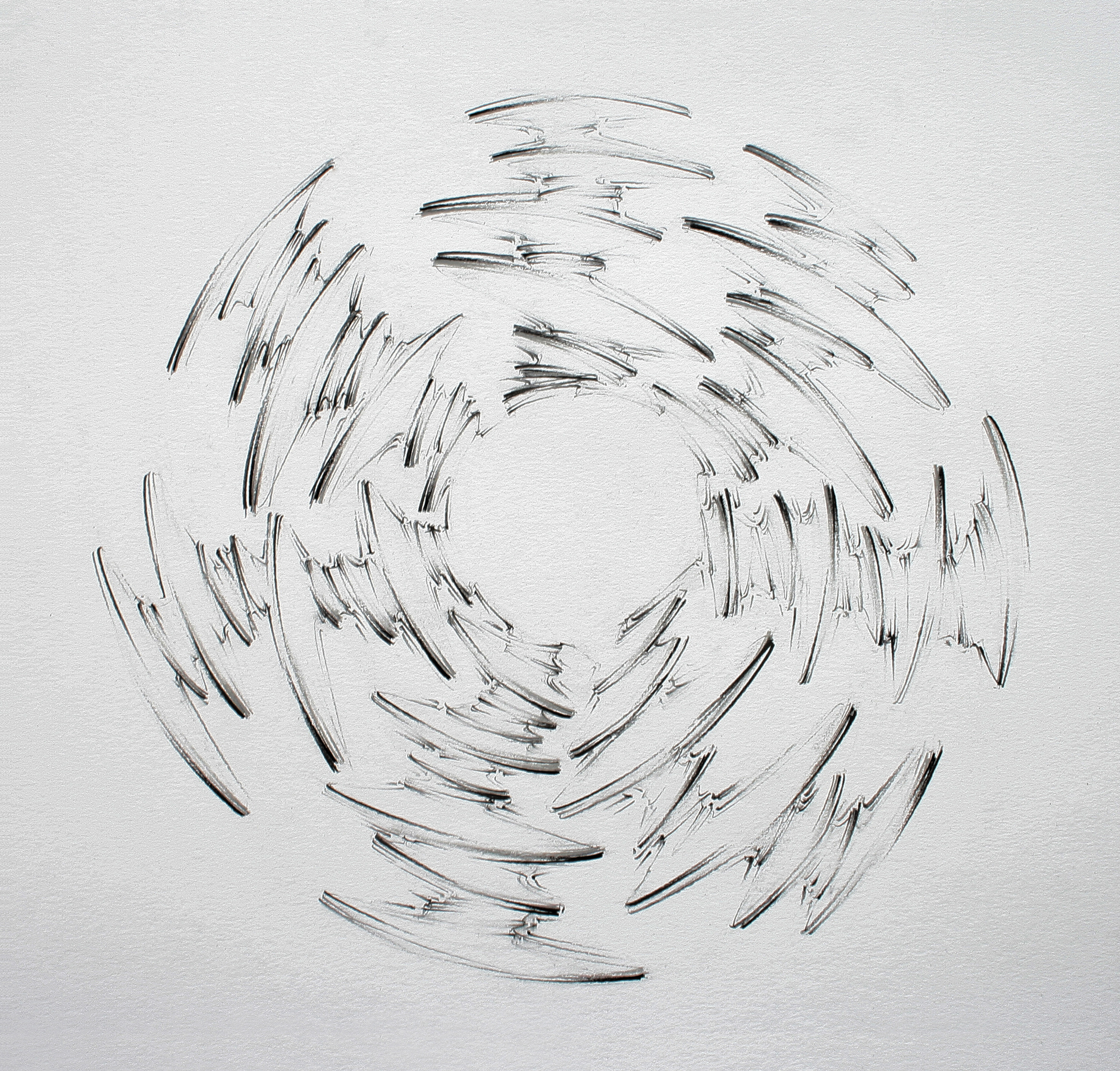
2012 Still in motion, 50 x 50 cm, Pencil
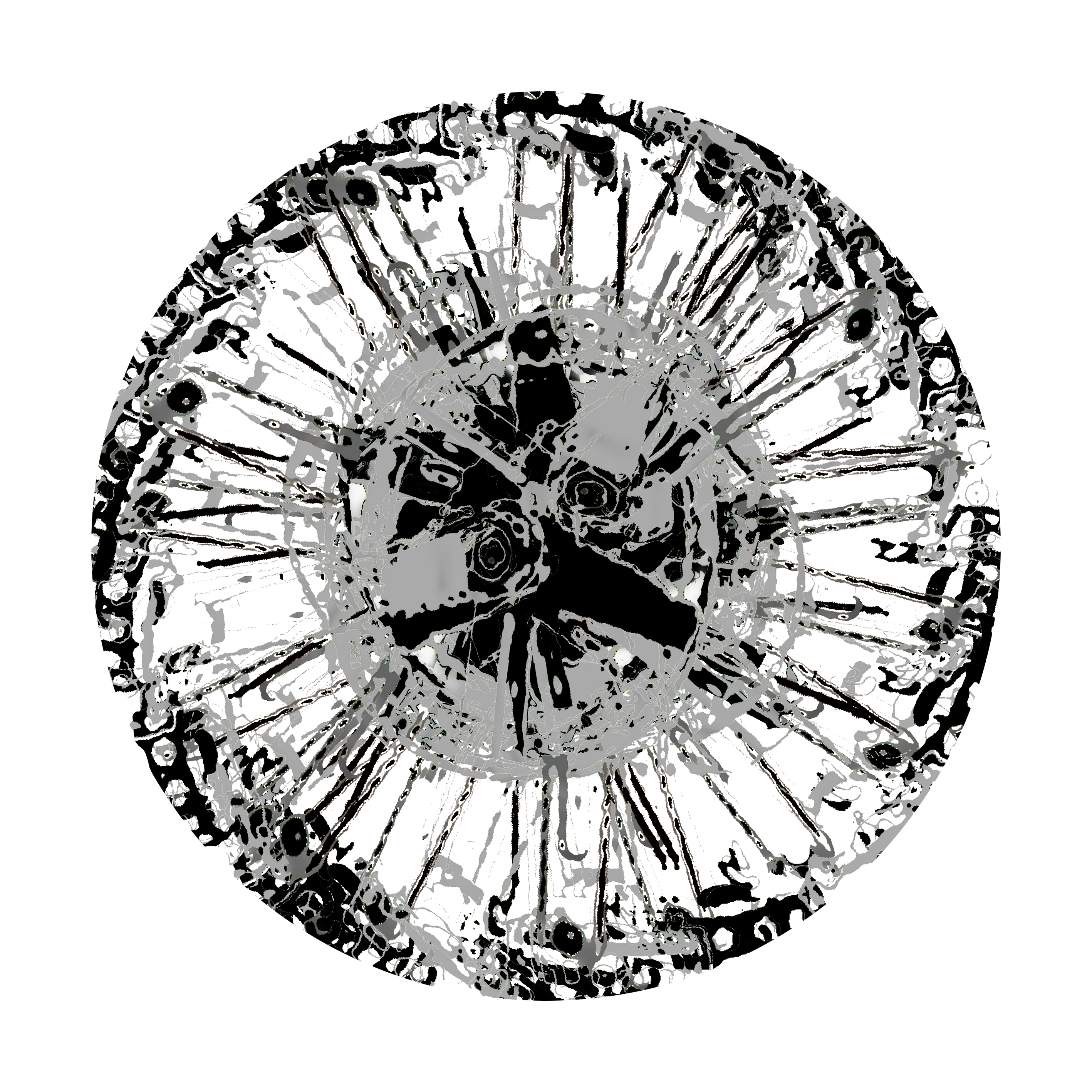
2012 Orbital, 50 x 50 cm, Digital Print

## Triển lãm
| 2009 | Nach Vorn Skulptur & Skizze | Altes Rathaus - Diễn đàn Potsdam | Potsdam           |
| 2008 | Am Saum einer Spiegelung    | Trung tâm Heidelberg             | Santiago de Chile |
| 2003 | Wegen ở Bewegung            | Museo Nacional de Bellas Artes   | Santiago de Chile |

## Tác phẩm trong bộ sưu tập công chúng
| liên_kết=\|viền Chile | liên_kết=\|viền Đức | liên_kết=\|viền Trung Quốc                                                                           |
| --- | --- | --- |
| - MNBA Museo Nacional de Bellas Artes, Santiago - MAVI Museo de Artes Visuales, Santiago - Công viên de las Esculturas, Santiago - Diario El Mercurio, Santiago | - Chilenische Botschaft, Berlin - DAAD, Bon - Sparkasse Wuppertal, Wuppertal - Stadt Naumburg, Skulptur im öffentlichen Raum, Naumburg - Stadt Potsdam, Skulptur im öffentlichen Raum, Potsdam | - Công viên điêu khắc thế giới Trường Xuân, Trường Xuân - Bảo tàng nghệ thuật đương đại, Trường Xuân |

## Sách
- Alejandra Ruddoff. Nach Vorn Skulptur & Skizze, Hrsg.: Luisa Frigolett, Santiago, 2009
- Alejandra Ruddoff, Arte en Chile, Hrsg.: Ezio Mosciatti, Santiago, 2000